# Nikola Trajković
Nikola Trajković (in serbo Никола Трајковић?; Belgrado, 5 gennaio 1981) è un allenatore di calcio ed ex calciatore serbo, di ruolo centrocampista, tecnico del Radnički Niš.

## Carriera

### Calciatore
Cresciuto nelle giovanili dell'FK Čukarički Stankom, ha debuttato in prima squadra nel 2001 nel Vojvodina Novi Sad, dove è rimasto per tre stagioni, prima di passare, all'inizio della stagione 2004-2005 alla squadra montenegrina dello Zeta, con cui ha raggiunto il terzo posto assoluto.
Nell'estate del 2005 si è trasferito alla Stella Rossa di Belgrado, rimanendovi fino al 2008.

### Allenatore
Lasciata l'attività agonistica, il 15 giugno 2017 è diventato allenatore del Flekkerøy, compagine norvegese militante in 3. divisjon, quarto livello del campionato locale. Ha mantenuto questo incarico fino al maggio 2021, mese in cui ha ufficializzato la decisione di proseguire altrove la propria carriera di allenatore.
Dopo aver iniziato la stagione 2021-2022 in patria come vice allenatore del Radnički Niš, nel gennaio 2022 ha accettato l'offerta del connazionale Miloš Milojević per diventare suo assistente in Svezia al Malmö FF. È rimasto in Svezia anche dopo l'esonero di Milojević, fintanto che nel giugno 2023 ha lasciato il club scandinavo per diventare il nuovo capo allenatore del Radnički Niš.

## Palmarès

### Club

#### Competizioni nazionali
- Campionati di Serbia e Montenegro: 1

2005-2006
- Campionati di Serbia: 1

2006-2007
- Coppe di Serbia e Montenegro: 1

2006
- Coppe di Serbia: 1

2007